# Безниско, Евгений Иванович
Евге́ний Ива́нович Безни́ско (укр. Євген Іванович Безніско; 19 октября 1937, Кагарлык — 11 июля 2015) — советский и украинский художник-график; народный художник Украины (2013), лауреат Шевченковской премии (2006).

## Биография
Родился в Кагарлыке Киевской области. В 1955 году окончил Республиканскую художественную среднюю школу имени Тараса Шевченко, а в 1964 году — факультет монументальной живописи Львовского института прикладного и декоративного искусства.
За свои первые иллюстрации к произведениям Ивана Франко, созданные в 1963—1969 годах, Евгений Безниско был внесён в список неблагонадёжных, однако за эти же рисунки в 2006 году был удостоен Шевченковской премии.
Евгений Безниско около 40 лет работал над офортами и линогравюрами по мотивам произведений Ивана Франко (поэмы «Моисей», «Смерть Каина», «Барские шутки», «Ботокуды», «Похороны», «Христос и крест», «Рубач». «Каменяры» и т. п.), Леси Украинки (драмы «Лесная песня», «Вавилонский плен», «В катакомбах», «Одержимая», «На поле крови» и т. п.), Василия Стефаника. В 2005 году, после поездки в Египет, Безниско прошёл путями «Моисея» Франка, по-новому переосмыслил это произведение, и создал серию цветных работ в технике пастельного рисунка.
В 1997 и 2004 годах Евгений Безниско работал в Чернобыльской зоне, где написал несколько десятков работ, в том числе 45 пастелей. 56 написанных в Чернобыле работ он подарил Львовскому этнографическому музею. Безниско создал бронзовую копию памятника Даниилу Галицкому во Владимире-Волынском, а также написал портрет кардинала Иосифа Слепого, которые были подарены Папе Римскому Иоанну Павлу II.
Автор 19 персональных выставок, первая из которых состоялась в 1969 году. Автор нескольких тысяч картин на разные темы. Его работы хранятся в музеях США, Аргентины, Канады, Франции. Неоднократно принимал участие в выставках на Украине и за рубежом.

## Отзывы
В линогравюрах серии «Моисей» автор обнаружил индивидуальный почерк, монументальный, созвучный эпическом пафосу поэмы стиль. Гравюры последовательно раскрывают основные ситуации и ведущие идеи произведения. Лаконично и сосредоточенно, без излишней детализации изображены отдельные эпизоды повествования. Выражению лиц, силуэтам фигур художник сумел придать волнующее, глубоко драматическое звучание. Архаичная, библейская тематика произведения, очевидно, подсказала художнику мысль обратиться к украинской иконописи. Отсюда и некоторые условности в отдельных композициях, в частности, в образе самого Моисея. Но художник сумел найти нужную меру, ограничиваясь только некоторыми приёмами для подчеркивания наиболее существенной, вполне современной трактовки образа.
Оригинальный текст (укр.)В ліногравюрах серії «Мойсей» автор виявив індивідуальний почерк, монументальний, співзвучний епічному пафосові поеми стиль. Гравюри послідовно розкривають основні ситуації і провідні ідеї твору. Лаконічно й зосереджено, без зайвої деталізації зображені окремі епізоди розповіді. Виразові облич, силуетам постатей художник зумів надати хвилюючого, глибоко драматичного звучання. Архаїчна, біблійна тематика твору очевидно підказала художнику думку звернутися до українського іконопису. Звідси і деякі умовності в окремих композиціях, зокрема в образі самого Мойсея. Але митець зумів знайти потрібну міру, обмежуючись тільки деякими прийомами для підкреслення найбільш істотного, цілком сучасного трактування образу.
— 

Львовский художник Евгений Безниско в своем творчестве предстает как неповторимый творец с выразительно национальными чертами. Укорененный в национальную традицию, своим художественным собранием он расширяет горизонты украинского искусства современности.
Цикл произведений по мотивам поэмы Ивана Франко «Моисей» являет собой большую художественно-эстетическую ценность и является существенным достижением современной украинской художественной культуры. Эти произведения отвечают на ключевые вопросы и морали, что делает их фактом новых достижений украинской интеллектуальной мысли XXI столетия.
— 

## Личная жизнь
В 1959 году женился на художнице и скульпторе Теодозии Бриж, чья мастерская в 1960-е годы была культурным центром львовской интеллигенции. Теодозия была связной УПА. Вместе с ней Безниско оформил мемориальное кладбище Сечевых стрельцов на горе Маковка, мемориальную часовню жертвам НКВД в Золочевском замке и памятник Даниилу Галицкому.
В 1961 году у Теодозии и Евгения Безниско родился сын Ярема, который принимал участие в некоторых проектах художника. В 1962 году у них родился сын Максим.
В 2003 году Евгений Безниско женился на Лесе Глушко.

## Награды
- Народный художник Украины (24 августа 2013) — За значительный личный вклад в государственное строительство, социально-экономическое, научно-техническое, культурно-образовательное развитие Украины, весомые трудовые достижения и высокий профессионализм[11].
- Заслуженный художник Украинской ССР (1989).
- Юбилейная медаль «20 лет независимости Украины» (19 августа 2011) —  За значительный личный вклад в социально-экономическое, научно-техническое и культурно-образовательное развитие Украинского государства, весомые трудовые достижения и многолетний добросовестный труд[12].
- Национальная премия Украины имени Тараса Шевченко (2006) — за серию иллюстраций к произведениям И. Я. Франко.